# 長宗我部重高
長宗我部 重高（ちょうそかべ しげたか、生没年不詳）は、長宗我部氏の9代目当主。土佐国岡豊城主。
父は長宗我部重俊。子に長宗我部重宗。